# Ptocasius strupifer
Ptocasius strupifer är en spindelart som beskrevs av Simon 1901. Ptocasius strupifer ingår i släktet Ptocasius och familjen hoppspindlar. Inga underarter finns listade i Catalogue of Life.